# Bobrovník
Bobrovník (Hongaars: Bobrovnik) is een Slowaakse gemeente in de regio Žilina, en maakt deel uit van het district Liptovský Mikuláš.
Bobrovník telt 121 inwoners.